# False Kisses
False Kisses er en amerikansk stumfilm fra 1921 af Paul Scardon.

## Medvirkende
- Miss DuPont som Jennie
- Pat O'Malley som Paul
- Lloyd Whitlock som Jim
- Camilla Clark som Pauline
- Percy Challenger som John Peters
- Madge Hunt som Mrs. Simpson
- Fay Winthrop som Mrs. Glimp
- Joseph Hazelton som Mr. Glimp
- Mary Philbin som Mary